# The Summer Knows
The Summer Knows è un album di Art Farmer, pubblicato dalla Inner City Records nel 1977. Il disco fu registrato il 12 e 13 maggio 1976 al Vanguard Studios di New York (Stati Uniti).

## Tracce
Lato A
1. The Summer Knows – 7:40 (Michel Legrand, Marilyn Bergman, Alan Bergman)
2. Manhã Do Carnaval – 5:22 (Luiz Bonfá, Angelica Maria, Felipe Llenas)
3. Alfie – 4:54 (Burt Bacharach, Hal David)

Lato B
1. When I Fall in Love – 6:10 (Edward Heyman, Victor Young)
2. Ditty – 4:42 (Art Farmer)
3. I Should Care – 5:30 (Sammy Cahn, Axel Stordahl, Paul Weston)

## Musicisti
- Art Farmer - flicorno
- Cedar Walton - pianoforte
- Sam Jones - contrabbasso
- Billy Higgins - batteria